# Western Bulldogs
Western Bulldogs (voorheen Footscray Football Club) is een Australian footballclub die speelt in de Australian Football League (AFL).

## Geschiedenis
De club werd opgericht in 1877 en won tussen 1898 en 1924 negen keer het kampioenschap in de Victorian Football Association (VFA). Nadat de Footscray Football Club in 1928 tot de hoger aangeslagen Victorian Football League was toegelaten, won de club één keer het VFL-kampioenschap (in 1954). Aan het einde van het seizoen 1996 werd de naam veranderd van Footscray Football Club in Western Bulldogs door het pas aangetreden bestuur. Nadat de club enige tijd redelijk succesvol was geweest, leek het in 2014 weer tot een langdurende bijrol gedoemd. Onder coach en oud-Footscrayspeler Luke Beveridge wist de club snel de weg omhoog terug te vinden en werd in 2016 het eerste AFL-kampioenschap in de clubhistorie gewonnen.

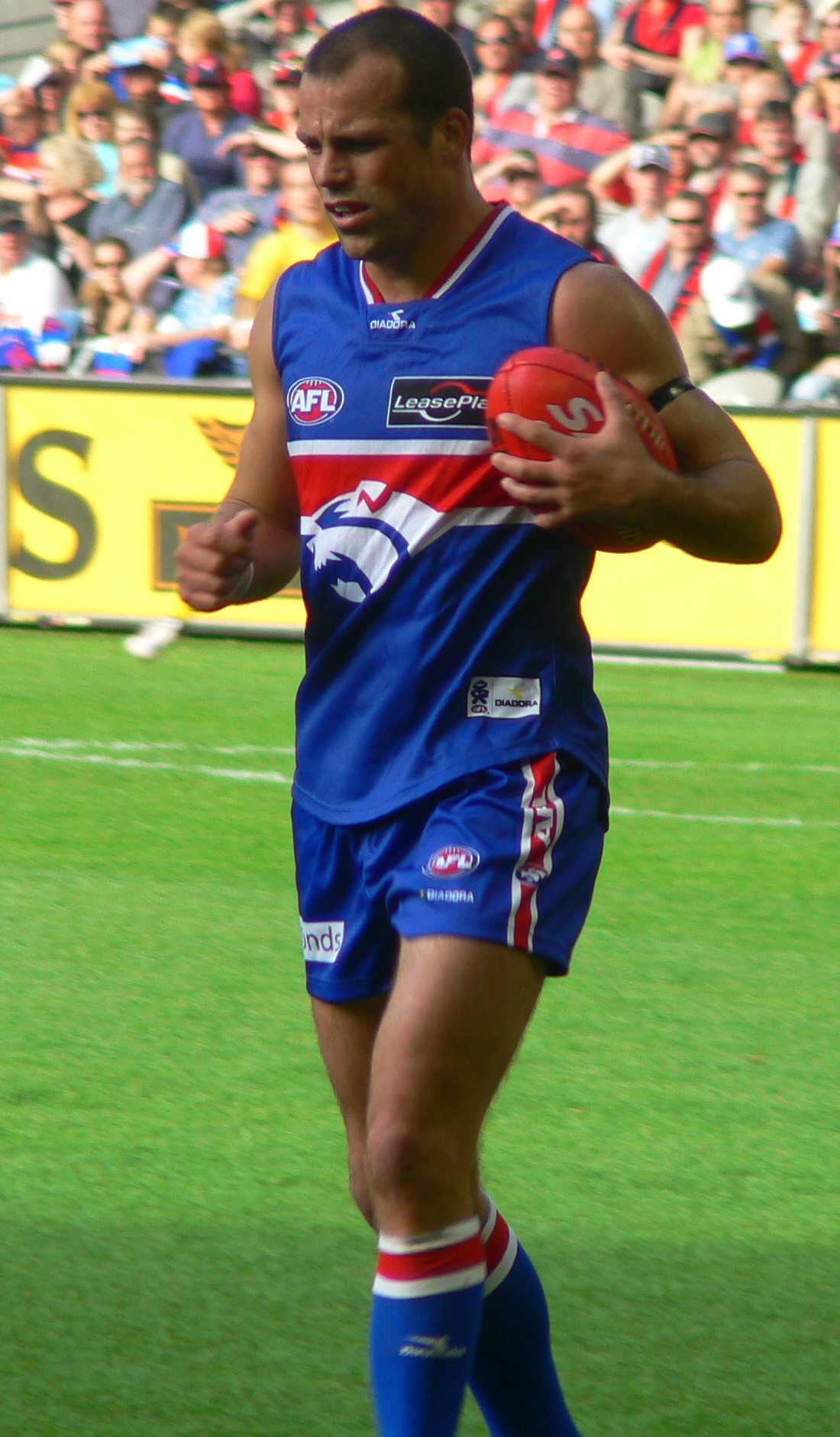
Brad Johnson bij de Western Bulldogs